# Heteroscyphus coalitus
Heteroscyphus coalitus là một loài rêu tản trong họ Geocalycaceae. Loài này được (Hook.) Schiffner miêu tả khoa học lần đầu tiên năm 1910.